# Phare de Raratoka
Le phare de Raratoka ou phare de l'île du centre est un phare situé sur la petite île de Raratoka (ou Centre Island) dans le Détroit de Foveaux, dans la région de Southland (île du Sud), en Nouvelle-Zélande.

## Histoire
Pour les peuples autochtones, l'île revêt une signification spirituelle particulière et était un lieu de sépulture populaire.
L'île de Raratoka était déjà utilisée par les Maoris comme point de repère pour la navigation. En 1861, la construction d'un phare était envisagée :soit sur l'île de Raratoka, soit sur l'île Stewart . Un examen plus approfondi des deux emplacements en 1864 , fit se prononcer pour Centre Island.
Le  phare  a été construit de 1869 à 1870 et a été mis en service le 16 septembre 1878. Il marque l'extrémité ouest du détroit de Foveaux entre l'île du Sud et l'île Stewart. Il est l'un des rares phares en bois conservés en Nouvelle-Zélande. La tour était desservie à l'origine par trois gardiens de phare. En 1955, la tour fut électrifiée et alimentée par un groupe électrogène diesel. En même temps, l'équipage fut réduit à deux hommes et, en 1977, à un seul garde. La lumière a été entièrement automatisée en 1987 et est maintenant surveillée et gérée depuis une salle de contrôle du Service maritime de la Nouvelle-Zélande (en) située à Wellington.
Le système optique d'origine a été enlevé en 1990 et est maintenant exposé au  niveau du musée maritime (en) de la ville de Bluff.

## Description
Ce phare  est une tour octogonale en bois, avec une galerie et une lanterne  de 12 m de haut. Le phare est peint en blanc et le dôme de la lanterne est noir. Il émet, à une hauteur focale de 81 m, un éclat blanc de 2 secondes par période de 15 secondes. Sa portée est de 19 milles nautiques (environ35 km) pour le feu blanc et 15 milles nautiques (environ 28 km) pour le feu rouge.
Identifiant : ARLHS : NZL-038 - Amirauté : K4380 - NGA : 5408 .
|                    |
| Détroit de Foveaux |

### Lien connexe
- Liste des phares de Nouvelle-Zélande